# まかせて!フルコース
『まかせて!フルコース』は、1997年10月20日から1998年3月23日までテレビ東京系列で放送されていたテレビ東京製作の料理バラエティ番組である。全21回。放送時間は毎週月曜 21:00 - 21:54 （日本標準時）。
峰竜太がレストランのオーナー、清水圭が支配人という設定で、厨房では各回のテーマに沿った料理をゲストが作り、フルコースで紹介していた。第1回のテーマはカレーで、山本周五郎のカレーみそ汁、志茂田景樹のイカスミカレー、司会の峰竜太の母が作るカレーなどがスタジオで作られた。

## 出演者
- 峰竜太
- 清水圭
- 黛ジュン
- デーブ大久保
- 木内あきら
- 木村小枝

## 放映リスト
- 1997年10月20日 - カレー
- 1997年10月27日 - サンマ
- 1997年11月3日 - すし
- 1997年11月10日 - パスタ
- 1997年11月17日 - 三大汁かけご飯
- 1997年11月24日 - ギョーザ
- 1997年12月1日 - 豆腐
- 1997年12月8日 - 鍋
- 1997年12月15日 - 昭和のスターを 愛した料理
- 1997年12月22日 - 人情屋台でちゃんちゃん
- 1998年1月5日 - 干物
- 1998年1月12日 - かに
- 1998年1月19日 - ご飯の友
- 1998年1月26日 - 若返り
- 1998年2月2日 - 不明
- 1998年2月9日 - パン
- 1998年2月16日 - すし2
- 1998年3月2日 - 漬物
- 1998年3月9日 - 不明
- 1998年3月16日 - 味噌
- 1998年3月23日 - 絶品料理一挙公開